# Raúl Ramírez Guerrero
Raúl Ramírez Guerrero (n. Acapulco; 6 de mayo de 1952 - 12 de diciembre de 2017, Querétaro, Qro), también conocido como Raúl Ram, fue un periodista y psicólogo clínico de México, egresado de la Universidad Autónoma de Querétaro.
Residió en Hércules, en el estado de Querétaro.
Fue productor, locutor, comentarista radiofónico y crítico de arte, y realizó programas musicales de rock, blues, jazz y reggae, como Decibel, Boulevard Blues, Radio Kaos y Piedra de Toque.
A partir de noviembre de 2009 permaneció inactivo por padecer una enfermedad crónico-degenerativa.
- Datos: Q6101400